# Баррон, Эндрю
Э́ндрю Ба́ррон (англ. Andrew Barron; род. 24 декабря 1980, Инверкаргилл) — новозеландский футболист, играл на позиции центрального полузащитника, провёл 12 игр в составе сборной Новой Зеландии.

## Клубная карьера
Футбольную карьеру Баррон начал в полупрофессиональном новозеландском клубе «Мирамар Рейнджерс», затем 4 года учился в США, где играл за команду Университета Уильяма Керри. В 2004 году Баррон перебрался в Европу, где провел один сезон в североирландском клубе «Лисберн Дистиллери». В 2005 году он вернулся в Новую Зеландию, где выступал за местные «Кентербери Юнайтед» и «Тим Веллингтон». В 2008 году, вновь отправился за океан, и провел один сезон в клубе второй по силе лиги США USL First Division «Миннесота Тандер», но в скором времени вернулся в «Тим Веллингтон», за который выступал до 2010 года. В 2010 году, после завершения чемпионата мира завершил карьеру футболиста.

## Национальная сборная
В национальной сборной Эндрю Баррон дебютировал 19 февраля 2006 года в матче со сборной Малайзии, в котором он отметился голом, который остался единственным его голом за сборную, всего он провёл 12 матчей за сборную. Баррон принимал участие в составе Новой Зеландии в чемпионате мира 2010.